# Megiddo (więzienie)
Zakład Karny Megiddo (hebr. בית סוהר מגידו; ang. Megiddo Prison) – izraelski zamknięty zakład karny przeznaczony dla przestępców skazanych za popełnienie różnych przestępstw na kary do 7 lat pozbawienia wolności. Zakład jest położony w Samorządzie Regionu Megiddo, w Dystrykcie Północnym, w Izraelu. Przebywa w nim około 1000 penitencjariuszy.

## Położenie
Więzienie jest położone na wysokości 120 metrów n.p.m. u wylotu Wadi Ara do zachodniej części Doliny Jezreel, w Dolnej Galilei na północy Izraela. Po stronie południowo-zachodniej wznoszą się zalesione wzgórza Wyżyny Manassesa. Bezpośrednie otoczenie więzienia jest zalesione, jednak dalej rozciągają się pola uprawne Doliny Jezreel. W otoczeniu zakładu znajdują się miasto Afula, miejscowość Ma’ale Iron, kibuce Megiddo i Giwat Oz, moszawy Ha-Jogew i Mele’a, oraz wioska komunalna Nir Jafe. W odległości 3 km na południowym wschodzie przebiega mur bezpieczeństwa, oddzielający Izrael od terytorium Autonomii Palestyńskiej.

## Historia
Pierwotnie budynek został wzniesiony jako Fort Tegart Megiddo, służący brytyjskiej policji Mandatu Palestyny. Był on położony w strategicznym miejscu u styku Doliny Jezreel i Wadi Ara. Brytyjczycy mogli stąd kontrolować całą okolicę oraz nadzorować transport ludzi i towarów przepływających z równiny przybrzeżnej do Galilei. Pod koniec wojny domowej w Mandacie Palestyny na wiosnę 1948 fort został opuszczony i szybko zajęty przez arabskie milicje. W trakcie I wojny izraelsko-arabskiej Izraelczycy przeprowadzili pod koniec maja 1948 operację "Erez", w trakcie której po ciężkich walkach zajęli fort. Po wojnie, w pobliżu fortu przebiegała granica Jordanii (od 1948 okupowała tereny Samarii i Judei). Z tego powodu fort pozostawał pod kontrolą Sił Obronnych Izraela. Wojna sześciodniowa w 1967 przyniosła zmianę przebiegu granic państwowych, dzięki czemu na początku lat 70. XX wieku fort Megiddo przekształcono w wojskowe więzienie. Odsiadywali tu wyroki skazani na długie wyroki. Gdy w 1987 wybuchło palestyńskie powstanie intifada, w więzieniu zaczęli coraz częściej pojawiać się internowani więźniowie zatrzymanie przez izraelskie siły bezpieczeństwa. Odpowiedzialność za zakład karny przejęła wówczas żandarmeria wojskowa. Jesienią 2002 doszło do spektakularnej próby ucieczki z więzienia. Jeden z osadzonych wykopał tunel pod strefą toalet, gdzie przedostał się do systemu rur kanalizacyjnych prowadzących na zewnątrz więzienia. Ucieczka została udaremniona dzięki dużej ilości płynów w kanalizacji. Krótko potem udaremniono kolejną próbę ucieczki, również przy użyciu wykopanego tunelu. Szin Bet było bardzo zaniepokojone tymi zdarzeniami i nakazało wykopanie wokół więzienia głębokiej fosy, którą następnie zalano betonem. Powstała w ten sposób niemożliwa do przekonania zapora, sięgająca głęboko pod ziemię. W dniu 9 marca 2003 schwytano dwóch osadzonych przy próbie ucieczki, tym razem przez ogrodzenie. Próby te pokazały, że więzienie Megiddo nie powinno być wykorzystywane do przetrzymywania najbardziej niebezpiecznych skazanych. Podjęto więc decyzję o likwidacji więzienia wojskowego i w dniu 15 lutego 2005 zakład karny został przekazany służbie więziennej. Wraz z tymi decyzjami rozpoczęto rozbudowę więzienia, budując nowe skrzydła dla osadzonych (wcześniej wielu więźniów musiało spać w namiotach).
W dniu 5 czerwca 2002 na skrzyżowaniu Megiddo w sąsiedztwie zakładu karnego doszło do samobójczego zamachu na autobus w Megiddo. W tym zamachu bombowym zginęło 17 Izraelczyków, a 43 osoby zostały ranne. Odpowiedzialność za zamach wziął na siebie Palestyński Islamski Dżihad.

## Charakterystyka
Jest to zamknięty zakład karny. Obecnie wykorzystuje głównie nowo wybudowane skrzydło więzienne, które posiada zaawansowane technologie zabezpieczeń. Skrzydło mieści około 1000 skazanych. Dodatkowo istnieje możliwość rozbicia namiotów na ogrodzonym terenie, dzięki czemu pojemność zakładu można podnieść do 1400 osadzonych. W zdecydowanej większości (około 80%) są to młodzi Arabowie w wieku od 18 do 30 lat, skazani na wyroki do siedmiu lat pozbawienia wolności za działalność terrorystyczną. Oprócz nich w zakładzie przebywa grupa około 100 izraelskich więźniów kryminalnych, którzy przebywają w wewnętrznym więzieniu i wykonują różne prace, np. przygotowanie posiłków, obsługa jadalni i prace konserwacyjne.

## Transport
W bezpośrednim sąsiedztwie zakładu karnego znajduje się skrzyżowanie Megiddo, na którym krzyżują się droga ekspresowa nr 65 z drogą nr 66.